# Onnens (Fribourg)
Pour les articles homonymes, voir Onnens.
Onnens (Ounin  en patois fribourgeois) est une localité et une ancienne commune suisse du canton de Fribourg, située dans le district de la Sarine.

## Histoire
Les premières traces d'occupation sur le site de Lentigny remontent à l'âge du bronze, puis à l'époque gallo-romaine. Pendant le Moyen Âge, le village est une propriété principalement de l'abbaye d'Hauterive avant de rejoindre Fribourg et les Anciennes Terres dès 1485 ; il est incendié en 1548. Érigé en commune en 1798, il fait partie du district de Fribourg jusqu'en 1848 avant de rejoindre le district de la Sarine à sa création.
Le 1er janvier 2001, les trois communes de Lentigny, Lovens et Onnens ont fusionné pour créer la nouvelle commune de La Brillaz.